# 阿剌·火者
阿剌·火者（?—?），金帳汗國君主（1373年左右在位）。
白帐汗国的兀鲁斯汗干涉金帳汗國的汗位，击败马麦拥立的大汗马哈麻·不剌，在萨莱称汗。阿剌·火者不服兀鲁斯汗，於回历775年（1373年—1374年），在小萨莱游铸币。当时小萨莱和乌拉尔河流域下游还有亦里班汗。《俄罗斯编年史》说：“同年，汗国内乱，汗国许多王公自相杀伐，死了无数鞑靼人；由于他们无法无天，上帝愤及他们”。内乱第二时期开始。
| 前任： 兀鲁斯 | 金帐汗国君主 1373年—1374年 | 繼任： 哈只·彻尔客思 |